# Kabinett Miki

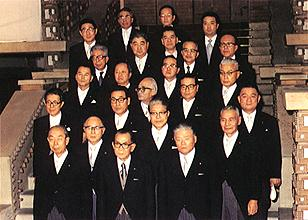
Das Kabinett Miki am 9. Dezember 1974

Das Kabinett Miki bildete vom 9. Dezember 1974 bis zur Kabinettsumbildung am 15. September 1976 die Regierung von Japan.
| Amt | Name                                                                                          | Partei  | Faktion              |
| --- | --------------------------------------------------------------------------------------------- | ------- | -------------------- |
| Premierminister | Miki Takeo                                                                                    | LDP     | (Miki)               |
| Stellvertretender Premierminister                                                                                                | Fukuda Takeo                                                                                  | LDP     | Fukuda               |
| Justizminister | Inaba Osamu                                                                                   | LDP     | Nakasone             |
| Außenminister | Miyazawa Kiichi                                                                               | LDP     | Ōhira                |
| Finanzminister | Ōhira Masayoshi                                                                               | LDP     | Ōhira                |
| Bildungsminister | Nagai Michio                                                                                  | —       | —                    |
| Gesundheits- und Sozialminister                                                                                                  | Tanaka Masami                                                                                 | LDP     | Fukuda               |
| Minister für Landwirtschaft und Forsten                                                                                          | Abe Shintarō                                                                                  | LDP     | Fukuda               |
| Minister für Internationalen Handel und Industrie                                                                                | Kōmoto Toshio                                                                                 | LDP     | Miki                 |
| Verkehrsminister | Kimura Mutsuo                                                                                 | LDP     | Tanaka               |
| Postminister | Murakami Isamu                                                                                | LDP     | Mizuta               |
| Arbeitsminister | Hasegawa Takashi                                                                              | LDP     | Ex-Ishii             |
| Bauminister | Kariya Tadao † 15. Januar 1976 Miki Takeo (kommissarisch) Takeshita Noboru ab 19. Januar 1976 | LDP LDP | Tanaka (Miki) Tanaka |
| Innenminister Vorsitzender der Nationalen Kommission für Öffentliche Sicherheit Leiter der Behörde für die Entwicklung Hokkaidōs | Fukuda Hajime                                                                                 | LDP     | Funada               |
| Chefkabinettssekretär | Ide Ichitarō                                                                                  | LDP     | Miki                 |
| Leiter des Amts des Premierministers Leiter der Behörde für die Entwicklung Okinawas                                             | Ueki Mitsunori                                                                                | LDP     | Ōhira                |
| Leiter der Behörde für Verwaltungsaufsicht                                                                                       | Matsuzawa Yūzō                                                                                | LDP     | Shiina               |
| Leiter der Verteidigungsbehörde                                                                                                  | Sakata Michita                                                                                | LDP     | Ex-Ishii             |
| Leiter des Wirtschaftsplanungsamts                                                                                               | Fukuda Takeo                                                                                  | LDP     | Fukuda               |
| Leiter der Behörde für Wissenschaft und Technologie                                                                              | Sasaki Yoshitake                                                                              | LDP     | Ōhira                |
| Leiter der Umweltbehörde | Ozawa Tatsuo                                                                                  | LDP     | Tanaka               |
| Leiter der Behörde für Staatsland                                                                                                | Kanemaru Shin                                                                                 | LDP     | Tanaka               |

Anmerkung: Der Parteivorsitzende und Premierminister gehört während seiner Amtszeit offiziell keiner Faktion an.